# أولاد شناف (الجزائر)
أولاد شناف قرية جزائرية تقع في بلدية عين بوسيف بولاية المدية.